# Osterburg (Weida)
Die Osterburg befindet sich auf einem Berg im Zentrum der Stadt Weida im thüringischen Landkreis Greiz.

## Geschichte
Jüngste Ausgrabungen auf der Osterburg erbrachten den Beweis der Anwesenheit von Slawen auf dem Weidaer Burgberg. Es wird eine slawische Vorgängerburg auf dem Gelände der Osterburg vermutet; bis jetzt konnte aber noch keine slawische Burganlage nachgewiesen werden. Die Höhenburg wurde von Heinrich I., einem Bruder des Gründers von Weida, Vogt Erkenbert II., zwischen 1163 und 1193 als romanische Befestigungsanlage in strategisch günstiger Berglage erbaut und war bis zu Beginn des 15. Jahrhunderts Stammsitz der Vögte von Weida. Anfangs wurde sie Das feste Haus zu Weida genannt. Von den Vögten von Weida spalteten sich die Vögte von Gera und die Vögte von Plauen, Herren des nach ihnen benannten Vogtlands, und schließlich das Fürstenhaus Reuß ab.
Anfang des 15. Jahrhunderts ging die Burg durch Erbteilung und Tausch in den Besitz der Markgrafen von Meißen aus dem Haus Wettin über. Seit dem 17. Jahrhundert heißt die Burg Osterburg; der Name leitet sich aus dem lateinischen Neuostland ab, Gebiete Ostthüringens werden heute noch als Osterland bezeichnet. Die Wettiner bauten die Burg auch infolge des Schmalkaldischen und des Dreißigjährigen Kriegs immer wieder auf und um. Als letzter wettinischer Bewohner starb hier 1718 Herzog Moritz Wilhelm von Sachsen-Zeitz. Danach war es weiterhin Sitz der Amtsverwaltung des Amtes Weida. Aus der Osterburg wurde eine Wendeltreppe ausgebaut und in den Bibliotheksturm der Herzogin-Anna-Amalia-Bibliothek in Weimar eingebaut.
1785 wurden die beiden Haupthäuser durch das Röhrwasserhaus verbunden. Damit erhielt die Osterburg im Wesentlichen ihre heutige Gestalt. Von 1813 bis 1815 beherbergte die Burg ein Lazarett, ab 1818 war sie Sitz des Amtsgerichts. Gegen Ende des Zweiten Weltkriegs wurde der Bergfried durch den Beschuss US-amerikanischer Truppen beschädigt.

## Anlage
Der 54 m hohe Bergfried ist der dritthöchste und einer der ältesten erhaltenen Bergfriede Deutschlands. Der untere Teil wurde wohl bereits unter Vogt Heinrich I. angelegt. Die drei Zinnenkränze des Turms entstanden in mehreren Bauphasen, bis er Mitte des 14. Jahrhunderts mit dem achteckigen Aufsatz seine heutige Form erhielt. Die Turmspitze wurde 2011–2013 erneuert, als auch das Neue Schloss – mit europäischen Fördermitteln – eine Außensanierung erhielt. Oberhalb des zweiten Zinnenkranzes befindet sich die Türmerstube, die noch bis 1917 von einem Türmer bewohnt wurde. Den Kern des Schlosses bilden der Palas des 12. Jahrhunderts sowie ein gleichzeitig entstandener, aber kleinerer Wohnturm. Unter den Wettinern wurden die romanischen Gebäude im Stil der sächsischen Renaissance umgebaut.

Auf der Terrasse findet sich ein Gedenkstein mit dem Hinweis auf das bis dorthin südlichste Vordringen des Eispanzers in Deutschland während der Elstereiszeit.

## Galerie

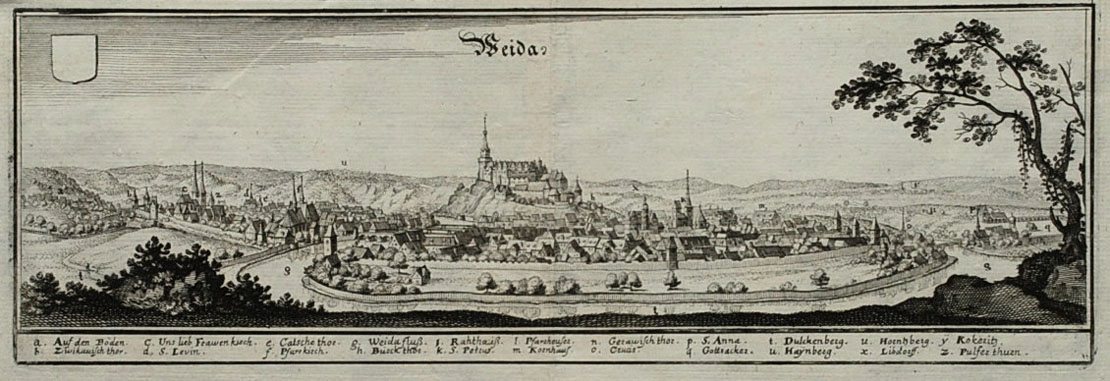
Stadt und Osterburg, Merian-Stich 1650 nach einer Zeichnung von Wilhelm Dilich
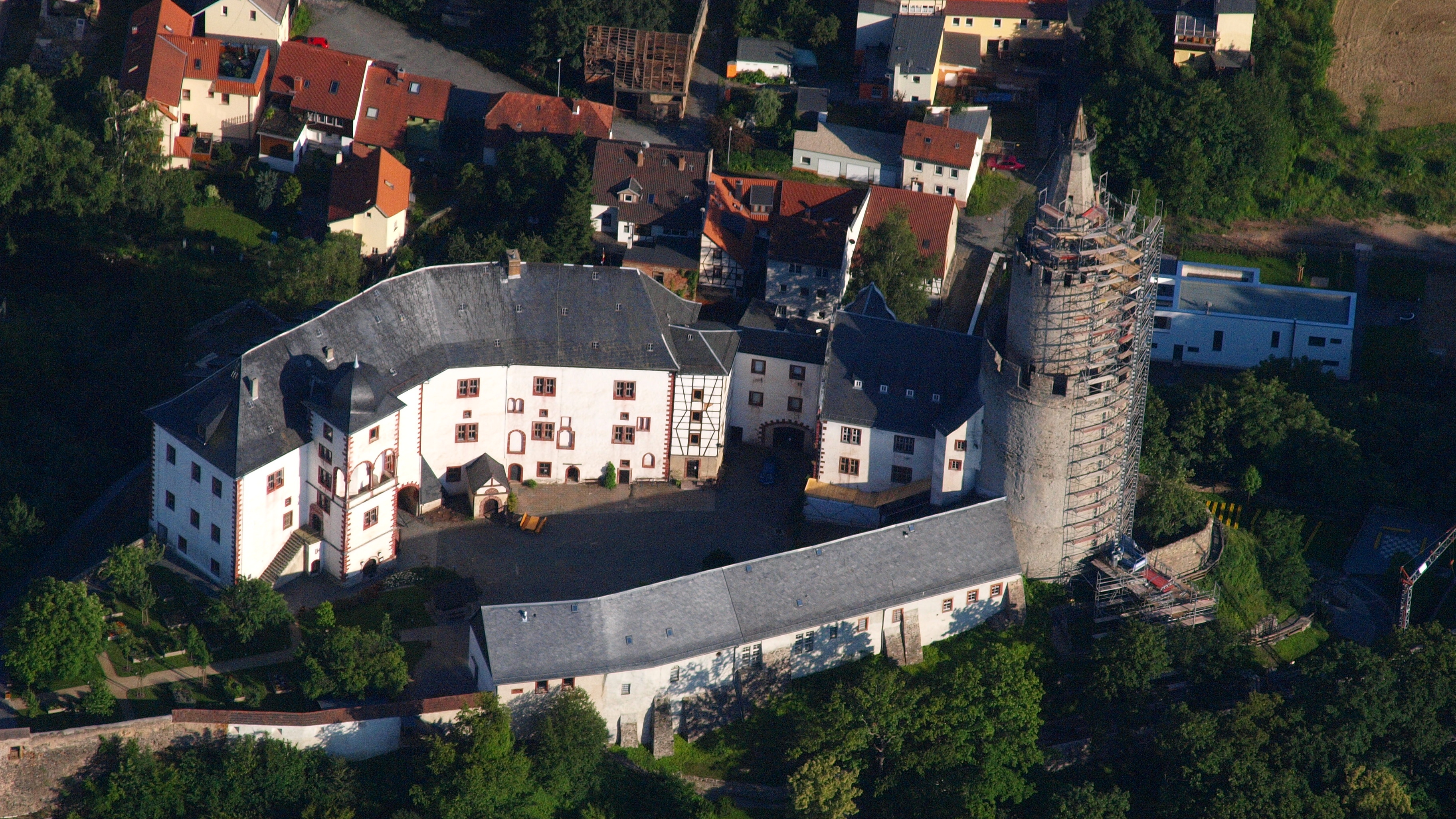
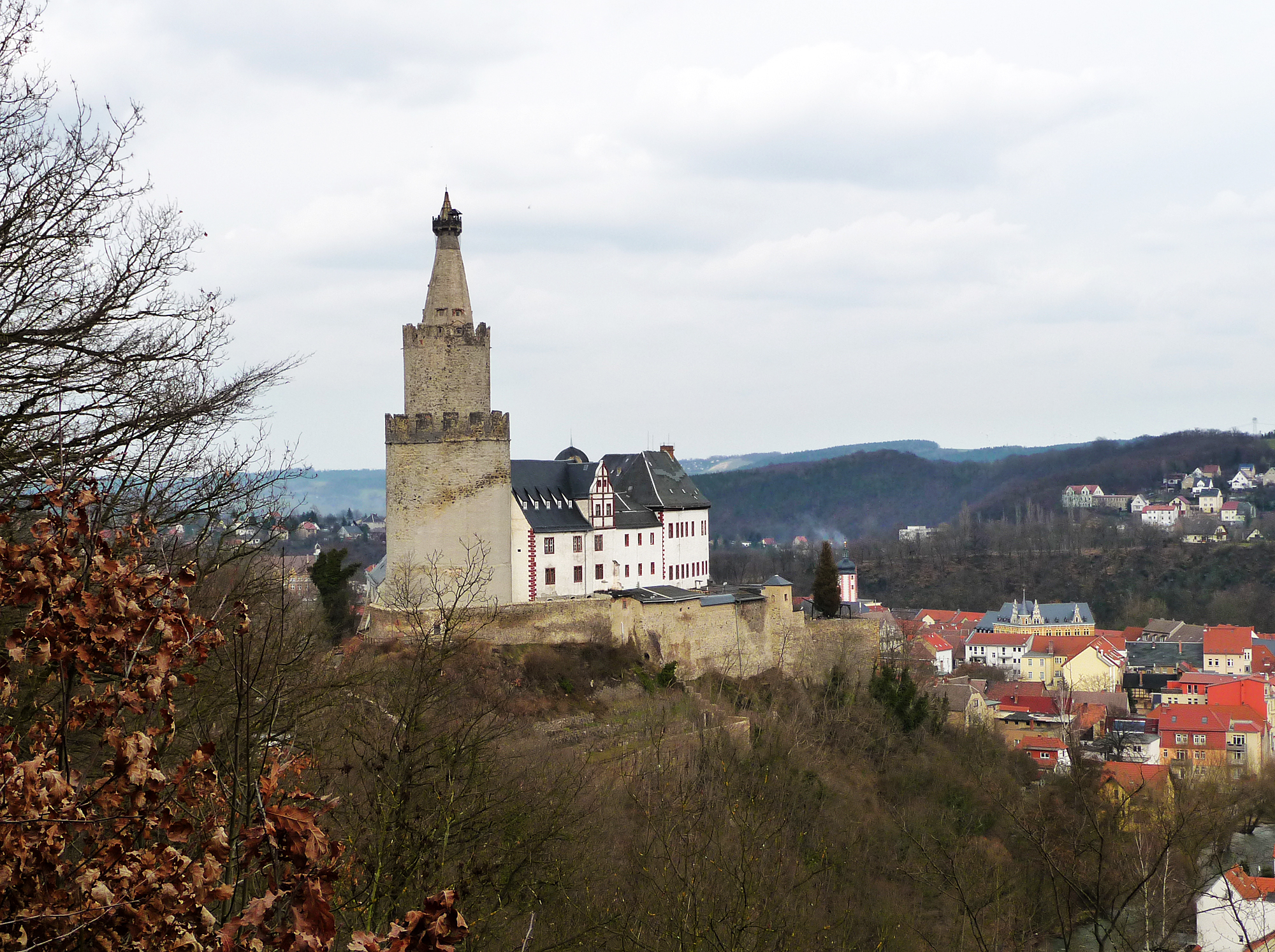
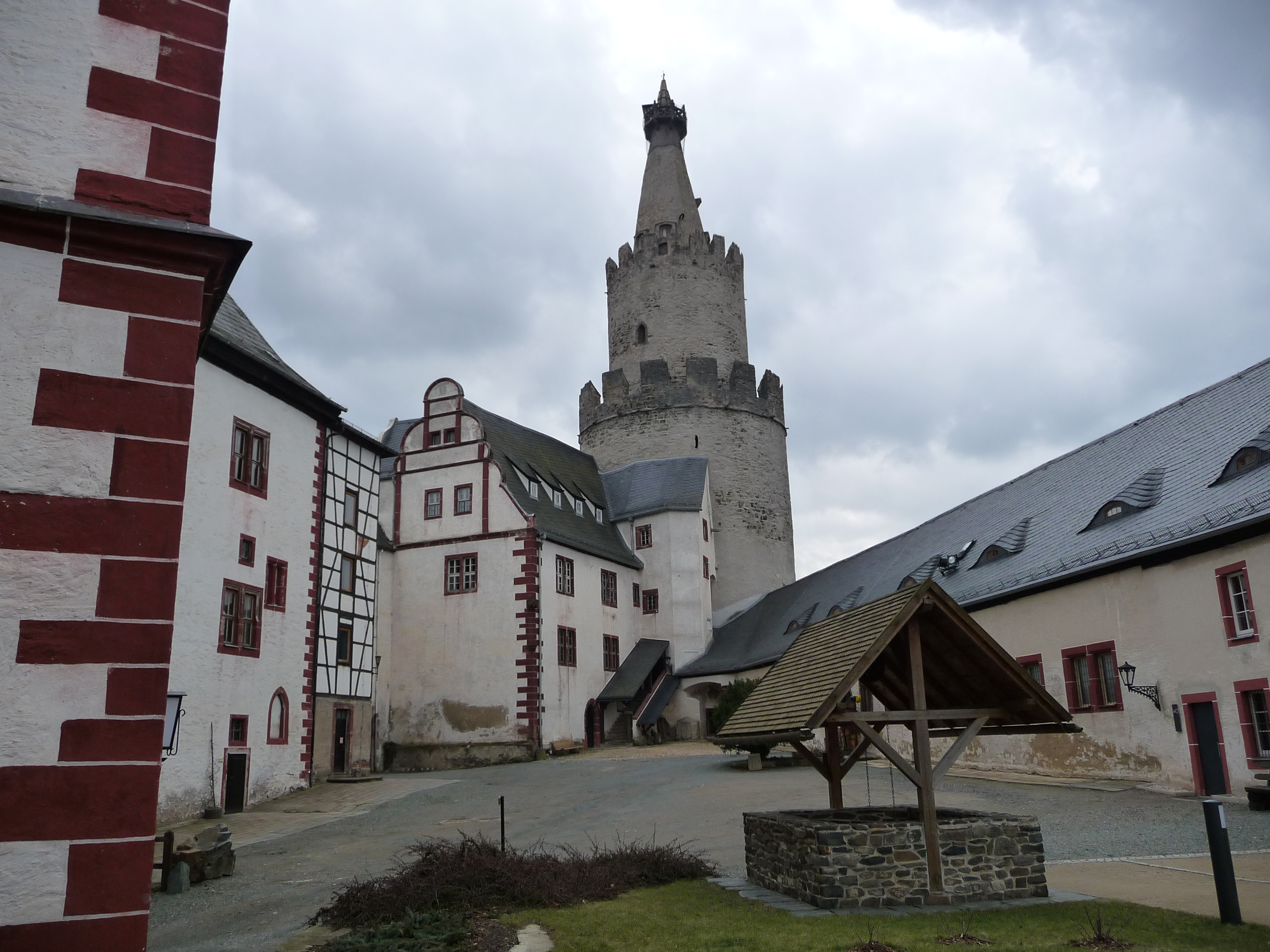
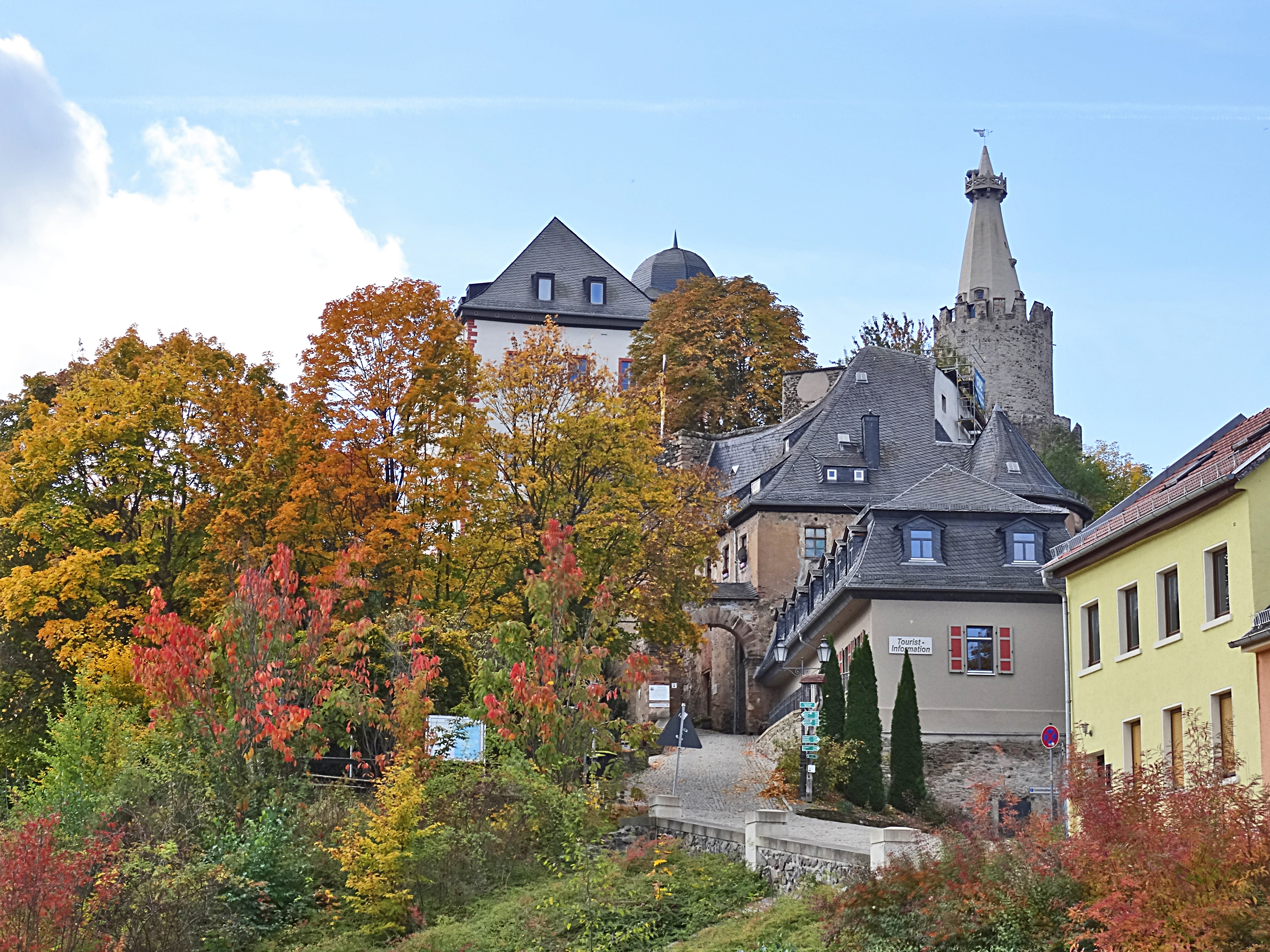

## Persönlichkeiten
- Hans Bastian II. von Zehmen (1629–1702), Kurfürstlich-Sächsischer Geheime Rat, Deputierter des Amts Weida auf dem Dresdner Landtag, Hauptmann des Neustädtischen Kreises und bezog die Osterburg/Weida.